# Sierra Madre Occidentale
La Sierra Madre Occidental, chiamata anche Sierra Tarahumara, è una catena montuosa del Messico occidentale e dell'estremo sudovest degli Stati Uniti. Fa parte della Catena Costiera Pacifica.

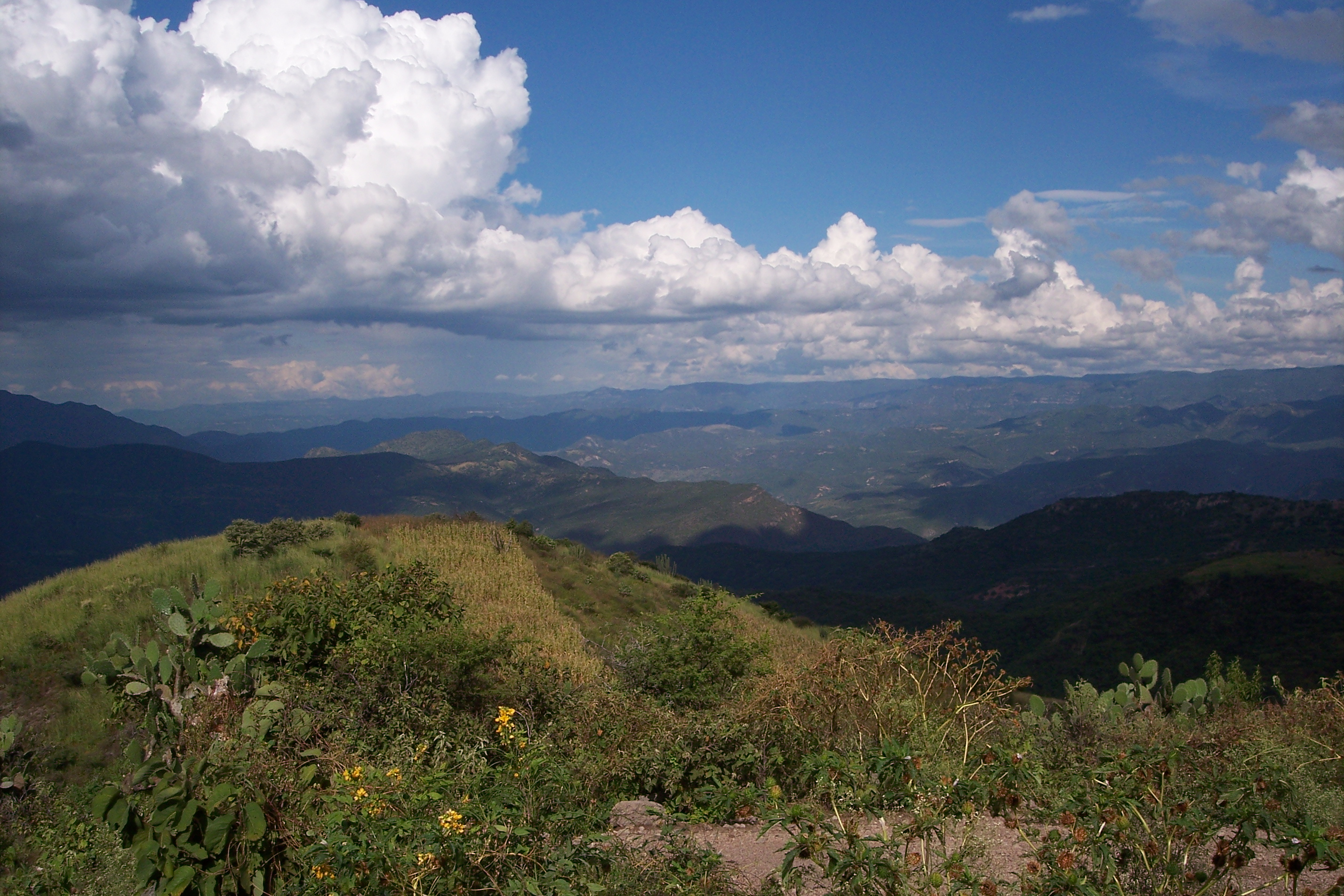
Paesaggio della Sierra Madre Occidentale

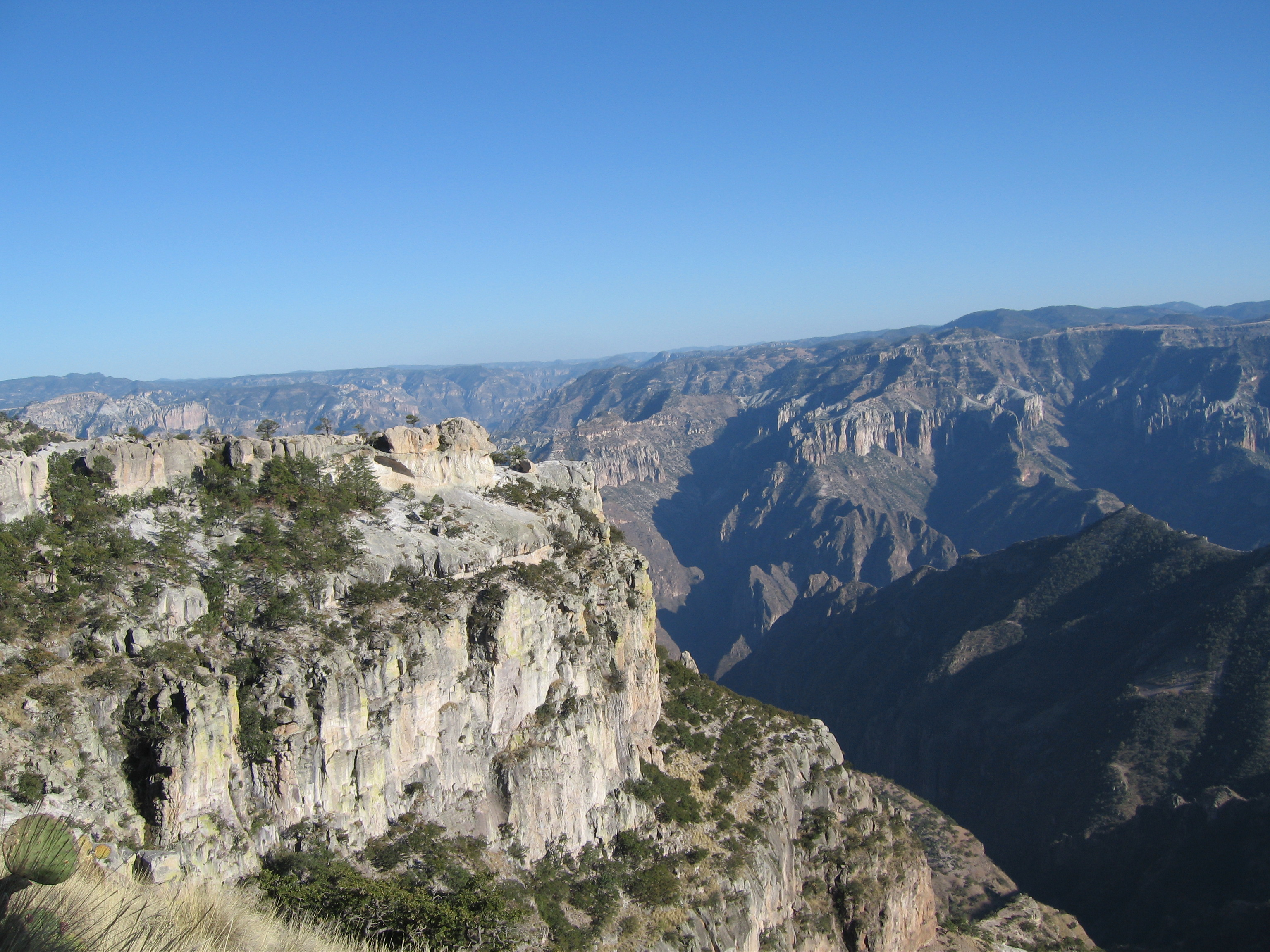
Barranca del Cobre

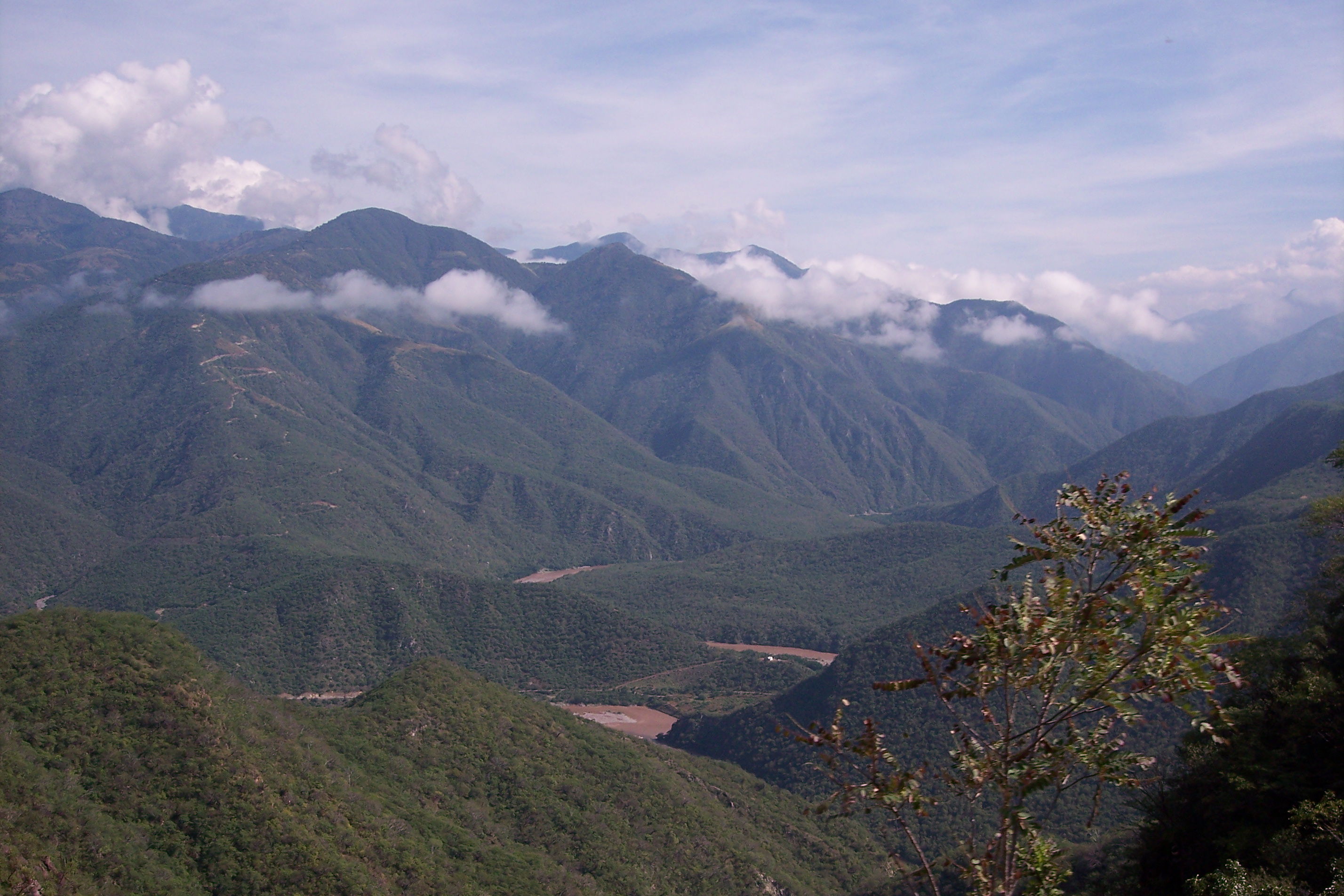
Sierra Madre Occidentale

## Geografia
Si estende per oltre 1500 km dall'Arizona sudorientale (a sud e a est di Tucson) in direzione sud-est verso lo Stato messicano di Sonora, e poi verso occidente attraversando gli Stati di Chihuahua, Durango, Zacatecas, Aguascalientes fino al Guanajuato, dove si congiunge alla Sierra Madre Oriental e alla cintura vulcanica dell'America centrale. La catena montuosa ha una superficie di 289.000 km² e occupa un sesto del territorio messicano. La sua larghezza media è di 150 km, fino ad un massimo di 250km, con altezze fino a 3000 metri sul livello del mare. Trasversalmente, (negli stati federati di Chihuahua e Sinaloa), queste montagne sono attraversate dalla Ferrovia Chihuahua-Pacifico, che porta all'Oceano Pacifico, da un treno chiamato anche Chepe.

## Clima
Il clima varia molto a seconda dell'altitudine e della stagione, dato che il terreno è ripido in diverse regioni, rendendo estreme le variazioni di temperatura. Alla sommità dei burroni il clima è freddo (raggiunge -20 °C in inverno e 20 °C in media in estate), e nella valle temperato o caldo (in inverno 10 °C in media, raggiungendo i 40 °C in estate). Le precipitazioni si aggirano sui 400 - 600 mm (16,99%), 600 a 800 mm (83%), la zona è considerata semiarida (6,81%), e subumida (23,81%).

## Flora e fauna
FLORA: La Sierra Madre Occidentale è il polmone verde della parte settentrionale del Messico; coperto da estesi boschi misti di pino-querce, pini, e abeti, negli ultimi anni ha subito un grave degrado. La catena ospita numerose specie endemiche, con un'ampia varietà di flora. Secondo il Rapporto sulla Gestione della Biodiversità dell'Arcipelago Madreano del 1994, fino a quella data la Sierra Madre Occidentale contava più di settemila specie di piante, di cui quattromila endemiche. Mentre altre aree forestali del mondo hanno solo quattro o cinque specie di pino in ciascun ecosistema, nella Sierra Madre Occidentale ce ne sono quindici diversi, più circa 25 specie di quercia. Tuttavia, l’eccessivo disboscamento degli ultimi 120 anni ha notevolmente deteriorato l’ecosistema, spazzando via numerose specie e mettendone altre sull’orlo dell’estinzione. Gli studi realizzati da J. Martjan Lammertink, Jorge A. Rojas Tomé, Federico M. Casillas Orona e Roger L. Otto hanno permesso di constatare che praticamente tutta la foresta della Sierra Madre Occidentale è stata sottoposta a programmi di sfruttamento forestale.
FAUNA: Nella Sierra si contano almeno 517 specie di fauna: 290 di uccelli, 70 di mammiferi, 87 di rettili, 20 di anfibi e 50 di pesci. Tra i mammiferi si trovano lo scoiattolo, la puzzola, diverse specie di pipistrelli, il coyote, l'armadillo, il cervo dalla coda bianca, la donnola, il cinghiale, il tasso, il puma, il giaguaro, il gattopardo e il gatto selvatico. Sebbene siano in pericolo di estinzione, il puma e l'orso nero vivono ancora nella parte più profonda della Sierra Tarahumara. Tra gli uccelli, 24 specie sono endemiche. 10 sono in pericolo di estinzione; tra questi, l'ara verde, il pappagallo montano, l'aquila reale e il falco pellegrino. Gli uccelli in via di estinzione, includono anche il trogone dalle orecchie lunghe, il gufo maculato e la ghiandaia maculata. Dei rettili, 22 specie sono endemiche e degli anfibi, dodici hanno questo carattere. Tra i pesci d'acqua dolce, alcuni dei quali commestibili, spiccano la trota iridea, (Eleotris picta), e pesci delle famiglie locali, quali i Poeciliidae ed Eleotridae.
FIUMI: Il Río Grande de Santiago (anche Santiago Ixcuintla o semplicemente Santiago), è un fiume che si trova nel Messico occidentale. Nasce a Ocotlán, sulla sponda orientale del lago Chapala, ad un'altitudine di 1524 m sul livello del mare, attraversa gli stati di Jalisco e Nayarit, delimitandone il confine per circa 30km. Ha una lunghezza di 562 km e drena un bacino di 76.400 km². Il suo bacino copre un'area di 72.427 km²2 e comprende parte di sei stati: Aguascalientes, Durango, Guanajuato, Jalisco, Nayarit e Zacatecas.

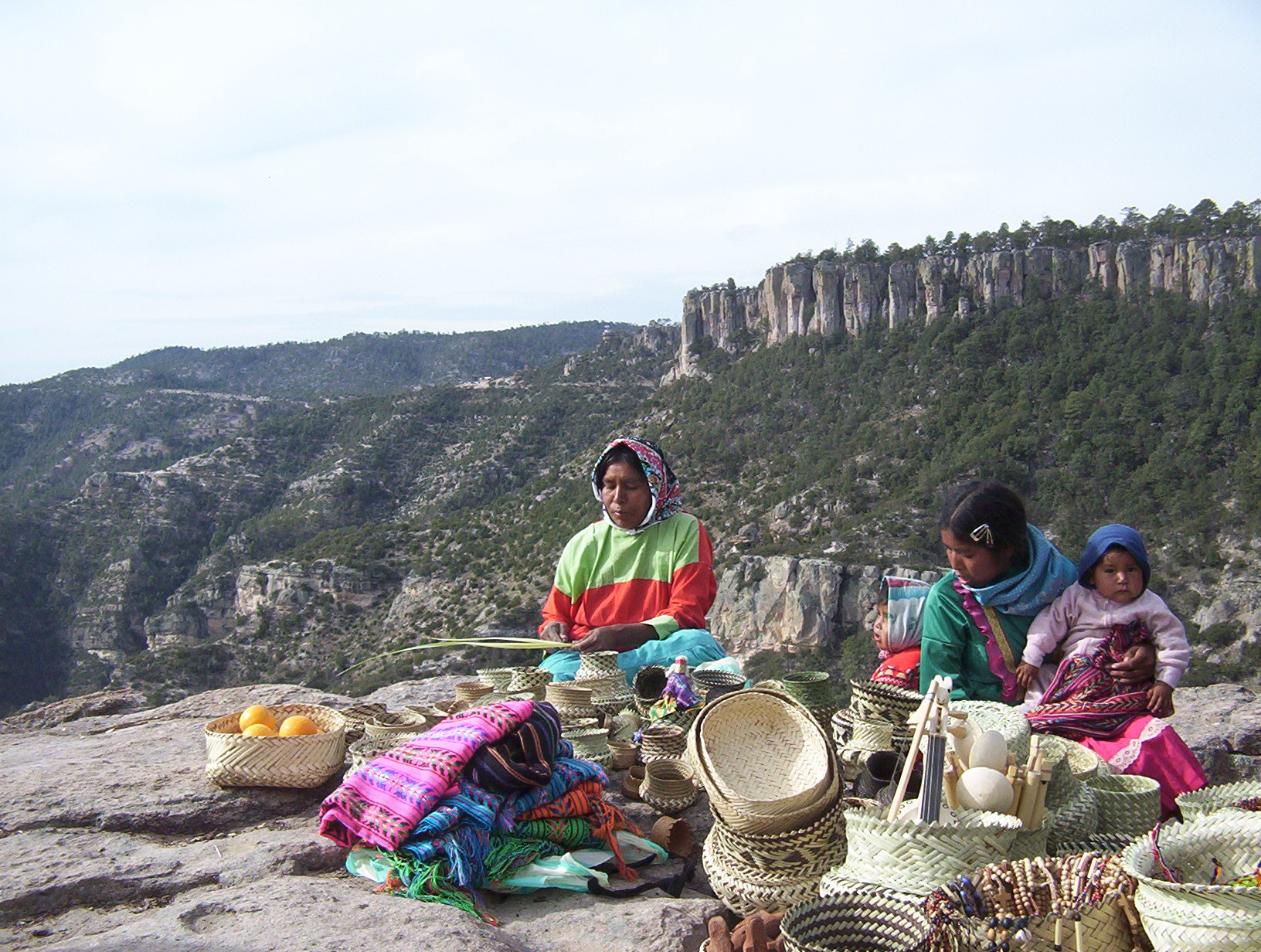
Tarahumara alla Barranca del Cobre

## Popolazione locale
| Lo stesso argomento nel dettaglio: Tarahumara-Rarámuri |
| ------------------------------------------------------ |

Dei vari gruppi, i Tarahumara, che si chiamano originariamente Rarámuri, che significa corridori a piedi; rara (piede) e muri (correre), sono i più numerosi. Per loro Rarámuri è sinonimo di persone o esseri umani. Abitano la parte della Sierra Madre Occidentale che attraversa lo stato di Chihuahua e il sud-ovest di Durango e Sonora. Condividono questo territorio con i Tepehuanes, i Pimas, e i Guarojíos. Dei gruppi originari della regione, è il più numeroso e abita uno spazio più ampio rispetto agli altri, motivo per cui il suo territorio è chiamato anche Sierra Tarahumara. Si stima che la popolazione dei Tarahumara si aggiri fra i 50.000 e i 70.000 individui. La maggior parte ha ancora uno stile di vita tradizionale: vivono in ripari naturali come le grotte fra le montagne o in piccole capanne di legno o di pietra. L'agricoltura è basata sul mais e sui fagioli. Praticato è anche l'allevamento e molti Tarahumara sono transumanti. Il linguaggio Tarahumara è della famiglia uto-azteca. Benché in declino a causa dell'invadenza dello spagnolo, è ancora ampiamente parlato dai Tarahumara.